# Under My Skin
Under My Skin je drugi studijski album kanadske pjevačice Avril Lavigne. Objavljen je 24. svibnja 2004. godine u izdanju Ariste. Album se smatra jednim od njezinih najboljih djela do sada i prema Billboardu album je bio rangiran na broju 149 od najprodavanijih albuma iz 2000-ih.

## Popis pjesama
1. "Take Me Away" (Lavigne, Taubenfeld) - 2:57
2. "Together" (Lavigne, Kreviazuk) - 3:14
3. "Don't Tell Me" (Lavigne) - 3:21
4. "He Wasn't" (Lavigne, Kreviazuk) - 3:00
5. "How Does It Feel" (Lavigne, Kreviazuk) - 3:44
6. "My Happy Ending" (Lavigne, Walker) - 4:02
7. "Nobody's Home" (Lavigne) - 3:32
8. "Forgotten" (Lavigne, Kreviazuk) - 3:17
9. "Who Knows" (Lavigne, Kreviazuk) - 3:30
10. "Fall to Pieces" (Lavigne, Maida) - 3:28
11. "Freak Out" (Lavigne, Taubenfeld, Brann) - 3:13
12. "Slipped Away" (Lavigne, Kreviazuk) - 3:34

## Objavljivanje
Under My Skin je objavljen 24. svibnja, a 25. svibnja 2004. godine u SADu.
Objavljena se četiri službena singla iz albuma. Pjesma "Don't Tell Me" je objavljena kao prvi singla s albuma. Drugi singl s albuma je bio "My Happy Ending", objavljen je kao glavni singl i vration je natrag Under My Skin na prvo mjesto ljestvice u Kanadi, te u top5 u Njemačkoj, Ujedinjenom Kraljevstvu, Australiji. "Nobody's Home" je objavljen kao treći singl. Kao posljednji službeni singl objavljen je "He Wasn't", koji nije dobio promociju u SADu. Objavljena su dva promotivna singla, a to su "Fall to Pieces" i "Take Me Away.

## Vanjske poveznice
- Riječi pjesama